# Gaga'emauga
Gagaʻemauga (pron. italiana: ngànga-emàunga, “Fianco vicino della Montagna”) è un distretto delle Samoa. Comprende una parte dell'isola di Savaiʻi, ha una popolazione (Censimento 2016) di 7.840 e il capoluogo è Saleʻaula.